# Shirley Bassey
dame Shirley Veronica Bassey (ur. 8 stycznia 1937 w Cardiff) – walijsko-nigeryjska piosenkarka, znana głównie z wykonania piosenek tytułowych do trzech filmów z serii o Jamesie Bondzie: Goldfinger (1964), Diamenty są wieczne (1971) oraz Moonraker (1979).
W 1985 wystąpiła z recitalem podczas Międzynarodowego Festiwalu Piosenki w Sopocie. W 1997 we współpracy z Propellerheads nagrała przebój „History Repeating”.
W 1994 została Komandorem Orderu Imperium Brytyjskiego, a pięć lat później została Damą Komandorem orderu. Za zasługi dla muzyki została uhonorowana Orderem Towarzyszy Honoru.

## Dyskografia
- 1956: Bewitching Miss Bassey
- 1958: Born to Sing the Blues
- 1961: Fabulous Shirley Bassey
- 1961: Shirley
- 1962: Shirley Bassey
- 1962: Let's Face the Music
- 1962: Goldfinger
- 1965: Shirley Bassey at the Pigalle
- 1965: Shirley Stops the Shows
- 1966: I've Got a Song for You
- 1967: And We Were Lovers
- 1968: 12 of Those Songs
- 1968: This Is My Life
- 1968: La Vita – This Is My Life (wydany tylko we Włoszech)
- 1968: Golden Hits of Shirley Bassey
- 1969: Does Anybody Miss Me
- 1970: Live at Talk of the Town
- 1970: Something
- 1971: Something Else
- 1971: Big Spender
- 1971: It's Magic
- 1971: The Fabulous Shirley Bassey
- 1971: What Now My Love
- 1972: The Shirley Bassey Collection
- 1972: And I Love You So
- 1972: I Capricorn
- 1973: Never Never Never
- 1974: Nobody Does It Like Me
- 1975: The Shirley Bassey Singles Album
- 1975: Good Bad But Beautiful
- 1976: Love Life and Feelings
- 1976: Thoughts of Love
- 1977: You Take My Heart Away
- 1978: 25th Anniversary Album
- 1978: The Magic Is You
- 1979: What I Did for Love
- 1982: Love Songs
- 1984: I Am What I Am
- 1987: La Mujer
- 1991: Keep the Music Playing
- 1992: The Best of Shirley Bassey
- 1993: Sings Andrew Lloyd Webber
- 1995: Sings the Movies
- 1996: The Show Must Go on
- 1997: The Birthday Concert
- 1999: Land of My Fathers
- 2000: The Remix Album: Diamonds Are Forever
- 2000: The Greatest Hits – This Is My Life
- 2003: Thank You For The Years
- 2006: The Columbia / EMI Singles Collection
- 2007: Get the Party Started
- 2009: The Performance
- 2014: Hello Like Before

### Single
- 1957: "Banana Boat Song"
- 1957: "Fire Down Below"
- 1957: "You, You Romeo"
- 1958: "Kiss Me, Honey, Honey, Kiss Me"
- 1959: "As I Love You"
- 1960: "With These Hands"
- 1960: "As Long as He Needs Me"
- 1961: "Reach for the Stars / Climb Ev'ry Mountain"
- 1961: "I'll Get by"
- 1962: "Tonight"
- 1962: "Ave Maria"
- 1962: "Far Away"
- 1962: "What Now My Love?"
- 1963: "What Kind of Fool Am I"
- 1963: "I (Who Have Nothing)"
- 1964: "My Special Dream"
- 1964: "Gone"
- 1964: "Goldfinger"
- 1965: "No Regrets"
- 1965: "It's Yourself"
- 1967: "Big Spender"
- 1970: "Something"
- 1971: "The Fool on the Hill"
- 1971: "(Where Do I Begin?) Love Story"
- 1972: "Diamonds Are Forever"
- 1972: "For All We Know"
- 1973: "Never, Never, Never"
- 1974: "Davy"
- 1979: "Moonraker"
- 1984: "Sometimes"
- 1986: "To All the Men I've Loved Before"
- 1987: "The Rhythm Divine" (gościnnie dla Yello)
- 1996: "Disco la passione" (duet z Chrisem Rea)
- 1997: "History Repeating"
- 1999: "World in Union" (Oficjalny hymn Rugby World Cup) (wraz z Brynem Terfelem)
- 2005: "Diamonds from Sierra Leone" (wraz z Kanye West)
- 2007: "The Living Tree"
- 2007: "Get the Party Started"